# Comitatul Srijem
Comitatul Srijem (în sârbă Сремска жупанија, în croată Srijemska županija, în germană Komitat Syrmien, în maghiară Szerém vármegye) a fost o subdiviziune administrativă istorică (županija) din Regatul Croația-Slavonia. Croația-Slavonia a fost un regat autonom în componența Pământurilor Coroanei Sfântului Ștefan (Transleithania), partea ungură a Imperiului dualist Austro-Ungar. Teritoriul său este acum în estul Croației și partea nord-vestică a Serbiei. Capitala de comitat a fost Vukovar.

## Demografie
În 1910, populația comitatului era de 414.234 locuitori, dintre care: 
- Sârbi -- 183.109 (44,20%)
- Croați -- 106.198 (25,64%)
- Germani -- 68.086 (16,44%)
- Maghiari -- 29.522 (7,13%)
- Slovaci -- 13.841 (3.34%)
- Ruteni -- 4.642 (1.12%)
- Alții/necunoscuți (români, evrei, bosniaci, etc) -- 8.836 (2,13%)

## Subdiviziuni
La începutul secolului 20, subdiviziunile comitatului Srijem erau următoarele:
| Districts        | Districts                        |
| District         | Capitală                         |
| ---------------- | -------------------------------- |
| Irig             | Irig                             |
| Mitrovica        | Mitrovica, azi Sremska Mitrovica |
| Ruma             | Ruma                             |
| Stara Pazova     | Stara Pazova                     |
| Šid              | Šid                              |
| Ilok             | Ilok                             |
| Vinkovci         | Vinkovci                         |
| Vukovar          | Vukovar                          |
| Zemun            | Zemun                            |
| Županja          | Županja                          |
| Districte urbane |                                  |
| Sremski Karlovci |                                  |
| Petrovaradin     |                                  |
| Mitrovica        |                                  |